# محمد نور (لاعب كرة قدم نيجيري)
محمد نور (بالإنجليزية: Mohammed Nur)‏ هو لاعب كرة قدم نيجيري في مركز الهجوم، ولد في 2 ديسمبر 2002. شارك مع منتخب نيجيريا لكرة القدم.

## وصلات خارجية
- محمد نور (لاعب كرة قدم) على موقع قاعدة بيانات كرة القدم.إي يو (الإنجليزية)
- محمد نور (لاعب كرة قدم) على موقع ناشيونال فوتبول تيمز (الإنجليزية)